# ليونيل أولميدو
ليونيل أولميدو (بالإسبانية: Armando Leonel Olmedo)‏ هو لاعب كرة قدم مكسيكي في مركز الدفاع، ولد في 8 أبريل 1981 في مدينة مكسيكو في المكسيك. لعب مع تيبورونيس روخوس دي فيراكروز ونادي أمريكا ونادي سان لويس.